# Кенийско-руандийские отношения
Кенийско-руандийские отношения — двусторонние дипломатические отношения между Кенией и Руандой. Кения является партнером Руанды во многих областях, в частности, в торговле, безопасности, образовании, сельском хозяйстве и энергетике. Государства являются членами Организации Объединённых Наций и Восточноафриканского сообщества.
Кения имеет высокую комиссию в Кигали, а Руанда — в Найроби.

## История
По оценкам, в Кении проживает около 100 000 руандийских иммигрантов.
Между государствами подписаны различные меморандумы о взаимопонимании, которые предусматривают совместную техническую деятельность и развитие взаимоотношений.
Кения имеет значительную диаспору в Руанде.

## Визиты на высоком уровне
Президенты Руанды и Кении неоднократно встречались в ходе осуществления государственных визитов.

## Торговля
В 2009 году Кения была ведущим экспортером товаров в Руанду. В 2013 году Кения была крупнейшим торговым партнером Руанды.
С 2009 по 2013 год Администрация портов Кении обработала около 3,5 млн тонн дедвейта как импорта, так и экспорта в Руанду, Бурунди и Демократическую Республику Конго (три четверти этих грузов прошли через Руанду).

## Экономическое сотрудничество
Совет по развитию Руанды сообщал, что Кения является главным инвестором и торговым партнером этой страны. По состоянию на 8 сентября 2014 года в Руанде было зарегистрировано в общей сложности 1302 кенийские компании, в которых напрямую занято около четверти миллиона руандийцев.
С 2000 года в отчетах Совета по развитию Руанды говорится, что 55 кенийских инвесторов вложили в экономику страны около 400 миллионов долларов США. Другие кенийские инвесторы в разный период времени помогли правительству Руанды привлечь около 1 миллиарда долларов США из внешних источников.
Кенийские компании в Руанде в основном занимаются финансами и розничной торговлей. Некоторыми из этих компаний: KCB Group, Equity Group Holdings, I&M Holdings Limited и Nakumatt.

## Инфраструктура
Государства вместе с Угандой работают над строительством железнодорожной ветки стандартной колеи, которая пройдет через Момбасу-Найроби-Кампалу-Кигали. В декабре 2014 года начались работы на кенийском участке железной дороги. Кроме того, озвучены предложения осуществить строительство автомагистрали между этими городами.

## Членство в ВАС
1 июля 2007 года Руанда стала полноправным членом Восточноафриканского сообщества (ВАС). Руанда присоединилась к Таможенному союзу ВАС 6 июля 2009 года и с тех пор является полноправным партнёром с точки зрения таможенной и торговой интеграции.

### Коалиция
В состав «коалиции желающих» входят Кения, Руанда, Южный Судан и Уганда, она представляет собой сотрудничество, в рамках подписанных соглашений об обороне и иммиграции. Несмотря на то, что коалиция не является официальной, государства, входящие в нее, быстрее продвигаются к интеграции. В 2014 году Кения, Уганда и Руанда ввели единую туристическую визу, которая позволяет туристам посещать страны по одной визе. В 2015 года также разрешили работать на своей территории гражданам этих трёх стран без получения дополнительных документов.